# Tegenpaus Eulalius
Eulalius was een tegenpaus van de Rooms-Katholieke Kerk. Hij werd tegelijkertijd met paus Bonifatius I gekozen. De twee pausen zaten in verschillende kampen, waardoor de hulp van keizer Honorius ingeroepen werd. Deze riep een synode bijeen, waar echter geen resultaten uit voortvloeiden. Daarop werd besloten de kandidaten uit Rome te zenden tot er een besluit genomen was. Eulalius keerde echter terug voor de paasviering, waarna zijn claim door de keizer nietig verklaard werd. Eulalius accepteerde dit, en werd bisschop onder paus Coelestinus I.
Cursief: tegenpaus